# Patikul
Patikul est une localité de la province de Sulu, aux Philippines. En 2015, elle compte 62 287 habitants.